# Ridge (Nueva York)
Ridge es una población ubicado en el condado de Suffolk en el estado estadounidense de Nueva York. En el año 2000 tenía una población de 13,380 habitantes y una densidad poblacional de 383.6 personas por km².

## Geografía
Ridge se encuentra ubicada en las coordenadas 40°54′26″N 72°52′58″O / 40.90722, -72.88278. Según la Oficina del Censo, la ciudad tiene un área total de 35,1 km² (13,6 mi²), de la cual 34,9 km² (13,5 mi²) es tierra y 0,2 km² (0,1 mi²) (0.66%) es agua.

## Demografía
Según la Oficina del Censo en 2000 los ingresos medios por hogar en la localidad eran de $44,140, y los ingresos medios por familia eran $60,039. Los hombres tenían unos ingresos medios de $49,539 frente a los $31,384 para las mujeres. La renta per cápita para la localidad era de $23,387. Alrededor del 6.5% de la población estaban por debajo del umbral de pobreza.